# Георг Тракл
Георг Тракл (Салцбургу; 3. фебруар 1887 — Краков; 3. новембар 1914) је био аустријски песник експресионизма са јаким утицајима симболизма. Јасно приписивање његових песничких дела једном од готово истовремених кретања у историји књижевности 20. века није могуће.

## Живот
Георг Тракл је одрастао као пети од седморо браће и сестара, укључујући старијег полубрата, у Салцбургу. Породица је припадала вишој средњој класи. Детињство и младост проводи у Салцбургу, где је њега и његову браћу и сестре одгајала француска гувернанта. У то време Тракл је први пут дошао у додир са француском књижевношћу, што је обликовало његов каснији опус. Конкретно, утицаји Артура Рембоа и Шарла Бодлера могу се јасно видети у Тракловом књижевном делу.
Држава Салцбург је 1973. године купила Траклово родно место и поставила галерију, штампарију и, заједно са Културним удружењем Салцбурга, истраживачко и меморијално место Георг Тракл.
Од 1897. до 1905. Тракл је похађао хуманистичку државну гимназију у Салцбургу. Сматран је лошим ђаком (недовољан успех из математике, латинског и грчког) и 1901. морао је да понавља 4. разред гимназије. Његови први књижевни покушаји почели су око 1904. године када се придружио салцбуршком песничком кругу „Аполон”, касније преименованом у „Минерва”. Након што 1905. године поново није постигао прелазне оцене, завршио је школу без дипломе. У овом периоду одвијају се и први Траклови експерименти са лековима (хлороформ, морфијум, опијум, веронал, алкохол).

## Образовање и књижевно стваралаштво
Септембра 1905. започео је трогодишњи приправнички стаж у салцбуршкој апотеци. Овај посао му је олакшао приступ опојним средставима. 
Крајем марта 1906. у Градском позоришту Салцбург премијерно је изведена Траклова драма Мртви дан, а септембра 1906. Фатаморгана. Две једночинке, међутим, нису наишле на добар одзив публике, због чега их је песник убрзо потом уништио. Исте године објављено је прозно дело Земља снова.Тракл је запао у прву креативну кризу око 1907. због неуспеха, што је довело до повећане конзумације дроге. Дана 26. априла 1908. у салцбуршком Народном часопису објављена је Траклова прва песма Јутарња песма. Исте године завршава приправнички стаж као фармацеут и 5. октобра почиње да студира фармацију у Бечу. Уследиле су даље публикације, сада и ван Салцбурга. На пример, Молитве, Окончање и Пролазник појавили су се у Новом бечком журналу.
Након очеве смрти јуна 1910. године, породица је запала у финансијске тешкоће. Тракл је дипломирао фармацију и ступио у војску 1. октобра 1910. као фармацеут и као једногодишњи добровољац у бечком округу. У то време, Тракл се често састајао са пријатељима из свог времена у Салцбургу. Конзумација алкохола је у то време била висока, а песничка продукција ниска.
Тракл је све више патио од анксиозности и депресије. Понекад се готово плашио странаца, вероватно и због конзумирања алкохола и дрога, и живео је у стањима између еуфорије и обамрлости.
Георг Тракл се 1912. године запослио као војни лекар у Бечу, од којег је након неколико дана одустао. Тражећи прикладнију позицију и издавача за своје песме, касније је путовао између Салцбурга, Беча и Инзбрука. Након што је његов рукопис Песме објавио издавач Курт Волф у Лајпцигу 1913. године, Тракл је отпутовао у Венецију и одржао своје прво и једино јавно читање у Инзбруку крајем године. Штампа је објавила: „Георг Тракл је својим духовитим песмама заслужио богате аплаузе, иако је његов стил читања више прикладан за интимни круг него за већу салу". Упркос својим књижевним успесима, песник је говорио о „ланцу болести и очаја” који је опседао његов живот.

## Почетак Првог светског рата и смрт
Први светски рат је избио августа 1914. Тракл је позван у војску као војни фармацеут. Доживео је битку код Гродека (пољ. Gródek)септембра 1914. као санитетски поручник. Два дана и две ноћи радио је у болници која је касније у штампи названа једном од „јама смрти Галиције“. Тракл је тада доживео нервни слом. У истоименој песми Гродек писао је о свом ратном искуству неколико дана пре смрти. Увече 3. новембра 1914. је умро од срчаног удара након што је узео превелику дозу кокаина. Нејасно је да ли је реч о несрећи или самоубиству. Данас се тамо налази плоча у знак сећања на Георга Тракла.
Траклова друга књига поезије, Себастијан у сну, објављена је постхумно у пролеће 1915. године.

## Дела

### Преглед
Тракл је своје прве песме објавио још 1907. и 1909. године, али су упити издавача Алберта Лангена одбијени чак и након што су дела неколико пута ревидирана. Његов значај је препознао тек Лудвиг фон Фикер, у чијем часопису Горионик је могао редовно да објављује од 1912. до 1915. године, последњи пут постхумно. Издавачка  кућа Курт Волф је 1913. објавила збирку песама у серији Најмлађи дан (том 7/8), а 1915, иако постхумно, циклус песама Себастијан у сну, коју је Тракл пре смрти довршио.
За његовог живота објављено је још неколико песама и прозних дела. Поред ране збирке песама из 1909. године (тзв. „Збирка 1909“, без наслова), за коју Тракл није могао да нађе издавача и од које је касније одустао, постоји значајно наслеђе необјављених песама, алтернативних верзија објављених песама и нешто мање фрагмената драме и афоризама. 2015. године, када је затворена приватна библиотека у Бечу, пронађена је раније непозната, руком писана Траклова песма под насловом Хелдерлин. 

### Одлике
У Тракловом делу преовлађују расположење и боје јесени, мрачне слике вечери и ноћи, умирања, смрти и одласка. Иако су песме богате библијским и религиозним референцама, а многе су погодне за контемплативну отвореност према трансценденцији, светлост искупљења ретко пробија у таму. Честа симболика боја (углавном плава – у више од половине свих песама, затим црвена и смеђа) у почетку је служила за описивање стварних ствари, касније су боје често биле самосталне као самосталне метафоре, на пример: „Меланхолично плава“.
Траклове песме су у немачким истраживањима тумачене веома различито. Неки покушавају да их тумаче кроз постојеће обрасце интерпретације или одустају од тражења смисла, други у њима виде метафоричке моделе сопствених принципа грађења. Контроверзно је у којој мери је Траклова употреба дроге утицала на форму и садржај његових песама. Чак и ако се Тракл није директно осврнуо на зависност од дрога у својим песмама, неке песме показују алузије на зависност и заблуде.

### Фазе стваралаштва
Траклов рад се може поделити у четири фазе:
Прва фаза се односи на његова рана дела на која су снажно утицала два фактора, с једне стране Ниче и покрети сецесије, а са друге симболизам. У делима овог времена француски узори (Бодлер, Рембо, Верлен) и даље се појављују кроз понекад реторичке гестове, преузете из лирске традиције, као на пример у Сутону, где своје стихове описује као „болесно цвеће меланхолије“, што је индикација на Бодлерово Цвеће зла.
У другој стваралачкој фази (око 1909–1912) преовладао је експресионистички секвенцијални стил, који је сам окарактерисао као „мој сликовни манир, који четири појединачна дела слике кује у један утисак у четири реда строфа“. Овај свеукупни визуелни и акустички утисак грмљавине узрокован је низом слика и синестезије. За Тракла није одлучујући редослед појединачних догађаја, већ сложени укупни утисак који се ствара.
Његови каснији радови (око 1912–1914) предтсвљају трећу фазу, што кроз високу поетичку сугестивност слика ствара велику семантичку отвореност. Овај херметичко-апстрактни стил и настојање да се затамни једнозначно формира индивидуални стил који редовно отежава тумачење садржаја, тако да јасна књижевноисторијска класификација није могућа. Сада враћа стил секвенце, који је био препознатљив из његове друге фазе, како би делимично увео лирски субјекат у коначне токове радње и открића. Последња фаза од 1914. до његове смрти садржи многа постхумно објављена дела. Обликовано је његовим ратним искуством и архаично-апокалиптичним тенором какав је у делима На истоку, Тужба и Гродек. 
Када се посматрају ове четири креативне фазе, може се видети да се као резултат процеса преливају једна у другу и да не почињу и не завршавају нагло. Али Траклова тежња ка савршенству такође је одложила објављивање, што је резултирало овом фазном транзицијом, тј. постхумним објављивањем.

## Почасна признања
- Награда Георг Тракл за поезију додељује се у Салцбургу од 3. новембра 1952. године.
- По њему је 1958. године названа улица у 19. бечком округу.
- Траклово родно место је у власништву покрајине Салцбург од 1973. године и од тада се зове Траклова кућа.[9]
- Пешачки мост у Салцбургу добио је име по њему 1991. године: Траклова пасарела повезује округе Ицлинг и Леен.
- Траклов парк у Инзбруку је мала зелена површина на Ину, место које је Георг Тракл често посећивао. Уз симболичну референцу на овај простор, Мирко Боне је 2012. године објавио своју књигу песама Траклов парк.